# Erwin Komenda
Erwin Komenda (Spital am Semmering, Alta Áustria, 6 de abril de 1904 — 22 de agosto de 1966) foi o desenhista da carroceria do Fusca e vários carros esporte da Porsche.

## Biografia
Nasceu em Weyer, um pequeno povoado na Áustria, próximo de Steyr. De 1926 a 1929 trabalhou como designer de carrocerias nas fábricas Steyrer. Lá conheceu Ferdinand Porsche, em 1929, quando Porsche se tornou diretor técnico da fábrica Steyrer. Em 1929 as ideias inovadoras de Komenda o levaram ao posto de Engenheiro Chefe da Daimler-Benz, em Sindelfingen (Alemanha), cargo no qual permaneceu até 1931. Durante este período conseguiu na maioria dos casos reduzir o peso do carros da Mercedes-Benz por meio de um design melhorado. Nessa época, a Mercedes também desenvolveu um carro racionalizado com construção monocasco. Em outubrio de 1931, Komenda se aposentou de seu emprego e uniu-se à companhia de Ferdinand Porsche.
De 1931 até sua morte em 1966, Komenda foi o engenheiro chefe e líder do departamento de construção de carrocerias da Porsche.
Komenda desenvolveu a construção da carroceria do Fusca, o carro mais fabricado do século XX. Projetou, com seu colega Josef Mickl, os famosos carros de Grand Prix Auto Union e Cisitalia.
Após a Segunda Guerra Mundial, a Porsche ficou (por pouco tempo) instalada em Gmünd, na Áustria, onde Komenda e Ferry Porsche projetaram o primeiro carro esporte da empresa, o Porsche 356. Variações e desenvolvimentos do 356 se seguiram, incluindo o Porsche 356 speedster. Komenda também planejou o desenho do Porsche 550 Spyder. Devido à sua morte precoce, seu último trabalho para a companhia Porsche foi com o desenvolvimento do Porsche 911.